# Polityka zagraniczna Malty

Mapa misji dyplomatycznych Malty

Malta od czasu uzyskania niepodległości w 1964, przez pierwsze lata posiadała bliskie stosunki gospodarcze oraz polityczne z Wielką Brytanią. Sytuacja ta zmieniła się w 1971 wraz z dojściem do władzy Maltańskiej Partii Pracy której liderem wówczas był Dom Mintoff. Subkwatera NATO została zamknięta a amerykańska 6 flota, nie miała prawa korzystać z maltańskich baz morskich i portów.
Pomoc finansowa jaką udzieliły Malcie niektóre państwa NATO pozwoliło na pozostanie na wyspie, brytyjskiej bazy wojskowej oraz znajdującego się tam garnizonu aż do 1979. Od 1981, Malta zmieniła swój kurs na neutralny, wstąpiła do ruchu państw niezaangażowanych będąc jej aktywnym członkiem. Malta jest oprócz tego aktywnym oraz pełnoprawnym członkiem ONZ, Wspólnoty Narodów, Rady Europy oraz OBWE. Malta stara się utrzymać dobre oraz aktywne stosunki dyplomatyczne z krajami basenu Morza Śródziemnego.
Maltańska Partia Nacjonalistyczna rządząca krajem od 1987 roku kontynuuje politykę neutralności oraz niezaangażowania jednakże otrzymując dobre stosunki z krajami zachodnimi. Od 1992 rząd maltański wykazuje chęć bliskiej współpracy zagranicznej z USA oraz krajami Europy Zachodniej dzięki którym, na Malcie rozwinął się sektor usług prywatnych oraz inwestycji zagranicznych. Oprócz tego Malta wycofała się z ruchu państw niezaangażowanych oraz pozwoliła na korzystanie ze swoich portów, Marynarce USA.
Od 1 maja 2004 Malta jest pełnoprawnym członkiem Unii Europejskiej, do członkostwa w której Malta aspirowała od 1971.